# تنبؤ خطي
التنبؤ الخطي هو عملية حسابية لتقدير قيم مستقبلية لإشارة غير متصلة الزمن كدالة خطية من العينات السابقة. في المعالجة الرقمية للإشارة غالبا ما يسمى التنبؤ الخطي؛ الترميز التنبؤي الخطي.